# Skam (tv-serie)
Skam er en norsk tv-serie produceret af NRK, primært henvendt til alderen 15+. Den handler om gymnasieelever på Hartvig Nissens skole på Frogner i Oslo, og deres problemer med kærlighed, venskaber, mobning, studieliv, seksualitet, religion m.m. Der er fire sæsoner i serien, hvor hver sæson har en forskellig hovedperson man følger. (Eva i sæson 1, Noora i sæson 2, Isak i sæson 3 og Sana i sæson 4). Hver sæson har dermed også nogle forskellige hovedtemaer, som der fokuseres på. Skam fortæller om, hvordan det er at være teenager i vores tid samt hvilke problemstillinger man står overfor. I starten var knap 3 ud af 10 Skam-seere er fra Danmark, men sidenhen har serien fået international succes. Serien er blevet kaldt verdens bedste ungdomsserie pga. dens nyskabende metoder til at fange seeren i realtid ved inddragelse af de sociale medier. Det har ført til at flere har troet at karaktererne var virkelige mennesker.
DR indkøbte de to første sæsoner til visning som julekalender på DR3 i 2016. Sæson 3 blev senere indkøbt til visning i starten af 2017. Den samlede serie på fire sæsoner er nogle af de mest sete programmer på DR TV, hvilket har betydet af DR har fornyet seriens visningstid mange gange, hvilket er udsædvanligt, set i lyset af at serier og programmer på DR oftest fjernes efter en måned. Efter offentliggørelsen af den fjerde sæson blev det samtidigt udmeldt fra NRK, at det ville blive den sidste. Sæson 2 & 3 havde tilsammen et budget på 10 millioner NOK, desuden er serien en samproduktion inden for det nordiske public service-samarbejde.
Siden Skams sidste sæson sluttede i juni 2017, har serien modtaget stor international bevågenhed og positiv kritik. Det har siden hen ført til at adskillige tv-stationer i andre lande har købt rettighederne til serien. Både i Tyskland, Frankrig, Italien, Spanien, Holland, Belgien og USA er serien blevet genindspillet, men i en tilpasset version til hver enkelt land. I Danmark er de første 3 sæsoner af SKAM blevet produceret som musical med bl.a. Frieda Krøgholt (Eva), Fanny Bornedal (Noora), Mathias Käki Jørgensen (Isak), Nikolaj Groth (Even) og Nanna Koppel (Vilde) i hovedrollerne.

## Hartvig Nissens skole
Skam er centreret om Hartvig Nissens skole, et gymnasium i Uranienborg på Frogner i Oslo, med adressen Niels Juels gate 56. Skolen kaldes uformelt "Nissen" og blev grundlagt af Hartvig Nissen i 1849 med navnet Nissens Pigeskole som en privat pigeskole beregnet på det højere borgerskab. Hartvig Nissens skole er Norges ældste gymnasium hvor piger havde adgang og et af Norges bedst kendte gymnasier overhovedet, med mange kendte tidligere elever. Nissen er et jysk navn; Hartvig Nissens slægt var oprindeligt fra Fredericia.
Den 8. januar 2017 udtalte rektoren for skolen, Hanna Norum Eliassen til Radio24syv, at de nu måtte indføre regler for danske fans, da flere var begyndt at gå ind på selve skolen og vente foran klasseværelserne i håb om at møde skuespillerne. Skam blev også en turistattraktion i Oslo, hvor flere arrangerede såkaldte "Skam-safaris", hvor turister og fans serien blev ført rundt på ruter i Oslo, for at se de forskellige steder fra serien.

## Medier
Skam blev vist i fulde afsnit på den norske radiokanal NRK P3's hjemmeside. Skam havde dog også en blog hvor der hver dag (sæsonen igennem) blev lagt materiale op. Materialet bestod f.eks. af Instagram-opslag fra karaktererne, sms- og facebook-samtaler blandt karaktererne, samt klip fra selve episoderne. Materialet på bloggen blev lagt op i realtid. Det betyder, at hvis karaktererne f.eks. var til fest på en fredag aften, vil evt. nyt materiale i form af sms'er eller videoklip ligeledes blive opslået på bloggen fredag aften. Dette kunne ske på alle tidspunkter af døgnet, og der er flere gange blevet lagt klip ud efter midnat. Alle klip der i løbet af ugen, er blevet lagt ud på bloggen, bliver samlet i en fuld episode og udkommer fredag aften. En typisk episode indeholdt 4-6 klip.

## Produktion

### Baggrund
Julie Andem, seriens skaber, begyndte i 2007 at arbejde på NRK, som redaktionsassistent på NRK's børnekanal NRK Super. Her arbejdede hun med en serie Sara, der var en fiktiv videoblog for piger på cirka 12 år. Senere lavede hun serien Jenter som foreløbig har otte sæsoner. Jenters koncept blev udviklet sammen med Ingvill Marie Nyborg og minder om en version af Skam for yngre seere, da konceptet med en blog med daglige updates også bruges der. Senere blev Andem spurgt om hun ville udvikle en serie til den lidt ældre målgruppe. Hos NRK Super arbejder man med en målgruppe på op til 13 år. Hos NRK P3 starter målgruppen ved 18 år. Derfor blev serien oprindelig udviklet til folk på 15-16 år for at fylde det spring ud.

### Forproduktion
Som forberedelse til produktionen af serien, rejste Andem og flere fra produktionsholdet rundt i store dele af Norge for at lave dybdegående research på, hvad teenagere kan lide, ikke lide, hvilke problemer de har og hvad deres holdninger er til en række emner som skole, alkohol, seksualitet, sociale medier og mere. De lavede både speedinterviews med hele skoleklasser, men også lange dybdegående interviews med enkeltpersoner for bedre at forstå ungdomskulturen og hvilke behov målgruppen havde og hvilke problemstillinger der skulle behandles i serien.

### Karakterudvikling
Efter researchen, men før casting og manuskript begyndte Andem at udvikle 9 karakterer, som i princippet alle skulle kunne fungere som hovedperson i hver deres sæson. Alle 9 karakterer skulle have nogle problemer der er specifikt relevante at formidle til målgruppen. Andem brugte cirka 2 uger på hver af karaktererne. I begyndelsen skrev hun den overordnede tidslinje for karakteren ned: hvor startede de ud og hvad skulle de udvikle sig til i løbet af serien. For hver episode af en given sæson har hun et ark papir for hver karakter, hvor der står nogle linjer om hvad karakteren skal lave i episoden. Andem fortsætter med at skrive og udvikle karaktererne mens produktionen foregår og serien kører. Det tager hende 3 dage at skrive en hel episode. Desuden ligger slutningen på historien ikke altid fast, når sæsonen har premiere på TV, da serien produceres løbende.

### Casting
Over 1200 unge var til casting på Skam, som foregik fra februar til maj 2015. I første runde af castingen skulle skuespillerne improvisere over temaer som studentertiden, venskaber og hashrygning, for at produktionsholdet kunne få et billede af dem. I anden runde fik skuespillerne udleveret et meget seksuelt manuskript, for at lægge op til pinlige scener. Deres job var så at spille manuskriptet overbevisende så produktionsholdet troede på det. I tredje runde var skuespillerne skåret ned til 50 mulige kandidater. Skuespillerne fik de forskellige karakterer præsenteret og skulle vælge hvilken de ville prøveindspille. Hvis de valgte en anden end Andem havde tiltænkt dem, måtte de prøveindspille begge karakterer. I prøveindspilningen skulle skuespillerene bl.a. indspille et interview som sin karakter, hvor spørgsmål og svar var skrevet ned. Efter det forproducerede interview skulle skuespilleren blive i karakteren og improvisere resten af interviewet for at vise Andem, hvordan de spillede karakteren.

### Konceptet med realtid
For at få konceptet med daglige updates til at fungere sammen med et samlet fuldt afsnit om fredagen, skriver Andem episoderne så de fungerer på både daglig og ugentlig basis. F.eks. laver hun hvert klip, der lægges op i løbet af ugen, med en lille cliffhanger, så spændingen holdes ved. De sociale medier inddrages også, hvor seeren kan se instagram opslag fra karaktererne samt følge med på enten sms- eller facebook samtaler karaktererne imellem. Netproducenten Mari Magnus står for at skabe alt indhold fra de sociale medier. Når Andem præsenterer ugens manuskript begynder Mari Magnus at finde strategien for, hvordan ugens afsnit skal fortælles på de sociale medier. På den måde kombinerer Skam virkelighed og fiktion, så grænsen til tider er meget svag for seeren. Det medvirker også at seerne lærer at karaktererne at kende, ikke ulig, den måde nogle venskaber dannes i dag. Desuden kan seerne kommentere i kommentarfeltet under dagens klip eller smser. Andem og Mari Magnus benytter dette til at få feedback fra seerne og lader sig inspirere til nye klip, replikker og referencer. Andem lod bl.a. slutningen af sæson 1 bestemmes af hvad seerne følte for.

### Musik
Musikken i Skam spillede en stor rolle og var meget nøje udvalgt. Flere af scenerne i Skam er skrevet på baggrund af en sang, hvor det er sangen der har givet inspiration til scenen.

### Promovering
NRK havde ikke lavet traditionel promovering af serien som f.eks. reklamer, avisanmeldelser eller andet. Strategien var at lade ordet sprede sig via sociale medier. Derfor har både produktionsholdet og skuespillerne kun i meget begrænset omfang udtalt sig til pressen. NRK har direkte skærmet skuespillerne fra pressen både for at beskytte deres privatliv, men også så de ikke bliver påvirket i deres skuespil. Serien er altså blevet kendt på baggrund af opslag på diverse sociale medier, som Facebook, Instagram og Tumblr. 

## Sæsoner

### Sæson 1
Sæson 1 består af 11 episoder på mellem 15 og 35 minutter. Sæsonen har karakteren Eva Kviig Mohn som hovedperson. Andre fremtrædende karakterer er hendes venindegruppe Noora, Vilde, Chris og Sana. Af drenge har både Isak og Evas kæreste Jonas også en stor rolle. Sæsonen handler om Evas svære forhold til kæresten Jonas, samt hendes problemer fra et tidligere venindeforhold til karakteren Ingrid. Desuden behandles de problemer der kan opstå, når man går fra folkeskolen til gymnasiet.
| Afsnit (i alt) | Afsnit (sæs.) | Titel                                        | Længde | Instruktør og manus | Dato               |
| -------------- | ------------- | -------------------------------------------- | ------ | ------------------- | ------------------ |
| 1              | 1             | Du ser ut som en slut                        | 20 min | Julie Andem         | 25. september 2015 |
| 2              | 2             | Jonas, dette er helt dust                    | 17 min | Julie Andem         | 2. oktober 2015    |
| 3              | 3             | Vi er de største loserne på skolen           | 17 min | Julie Andem         | 9. oktober 2015    |
| 4              | 4             | Go for it din lille slut                     | 15 min | Julie Andem         | 16. oktober 2015   |
| 5              | 5             | Hva er det som gjør deg kåt?                 | 19 min | Julie Andem         | 23. oktober 2015   |
| 6              | 6             | Man vet når gutter lyver                     | 23 min | Julie Andem         | 30. oktober 2015   |
| 7              | 7             | Tenker alltid det er meg det er noe gale med | 20 min | Julie Andem         | 13. november 2015  |
| 8              | 8             | Hele skolen hater meg                        | 24 min | Julie Andem         | 20. november 2015  |
| 9              | 9             | Man er det man gjør                          | 21 min | Julie Andem         | 27. november 2015  |
| 10             | 10            | Jeg tenker du har blitt helt psyko           | 21 min | Julie Andem         | 4. december 2015   |
| 11             | 11            | Et jævlig dumt valg                          | 35 min | Julie Andem         | 11. december 2015  |

### Sæson 2
Sæson 2 består af 12 episoder, herunder et spin-off afsnit der foregår udenfor den egentlige plot-line. Episoderne varer mellem 22 og 50 minutter. Sæsonen har karakteren Noora Amalie Sætre som hovedperson. Andre fremtrædende karakterer er hendes veninde gruppe Eva, Vilde, Sana og Chris samt Nooras bofælle Eskild. Sæsonen handler om Nooras forhold til 3.g-drengen William/Wilhelm, men tager også op temaer som hævnporno.
| Afsnit (i alt) | Afsnit (sæs.) | Titel                                      | Længde | Instruktør og manus | Dato           |
| -------------- | ------------- | ------------------------------------------ | ------ | ------------------- | -------------- |
| 12             | 1             | Om du bare hadde holdt det du lovet        | 26 min | Julie Andem         | 4. marts 2016  |
| 13             | 2             | Du lyver til en venninne og skylder på meg | 26 min | Julie Andem         | 11. marts 2016 |
| 14             | 3             | Er det noe du skjuler for oss?             | 36 min | Julie Andem         | 8. marts 2016  |
| 15             | 4             | Jeg visste det var noe rart med henne      | 29 min | Julie Andem         | 25. marts 2016 |
| 16             | 5             | Jeg er i hvert fall ikke sjalu             | 32 min | Julie Andem         | 1. april 2016  |
| 17             | 6             | Jeg vil ikke bli beskytta                  | 24 min | Julie Andem         | 22. april 2016 |
| 18             | 7             | Noora, du trenger pikk                     | 24 min | Julie Andem         | 29. april 2016 |
| 19             | 8             | Du tenker bare på William                  | 41 min | Julie Andem         | 6. maj 2016    |
| 20             | 9             | Jeg savner deg så jævlig                   | 22 min | Julie Andem         | 13. maj 2016   |
| 21             | 10            | Jeg skal forklare alt                      | 49 min | Julie Andem         | 20. maj 2016   |
| 22             | 11            | Husker du seriøst ingenting?               | 30 min | Julie Andem         | 27. maj 2016   |
| 23             | 12            | Vil du flytte sammen med meg?              | 50 min | Julie Andem         | 3. juni 2016   |

### Sæson 3
Sæson 3 består af 10 episoder på mellem 18 og 33 minutter. Sæsonens hovedperson er Isak Valtersen som man følger i hans første semester af 2.g. Andre fremtrædende karakterer er bofællen Eskild og vennerne Jonas, Magnus og Mahdi. Andre store roller er 1.g-pigen Emma og 3.g-drengen Even. Sæsonen handler om Isaks seksualitet og forhold til Even. Andre vigtige temaer er religion og psykisk sygdom.
| Afsnit (i alt) | Afsnit (sæs.) | Titel                         | Længde | Instruktør og manus | Dato              |
| -------------- | ------------- | ----------------------------- | ------ | ------------------- | ----------------- |
| 24             | 1             | Lykke til, Isak               | 27 min | Julie Andem         | 7. oktober 2016   |
| 25             | 2             | Du er over 18, sant?          | 25 min | Julie Andem         | 14. oktober 2016  |
| 26             | 3             | Nå bånder dere i overkant mye | 22 min | Julie Andem         | 21. oktober 2016  |
| 27             | 4             | Keen på å bade                | 20 min | Julie Andem         | 28. oktober 2016  |
| 28             | 5             | Samme tid et helt annet sted  | 30 min | Julie Andem         | 4. november 2016  |
| 29             | 6             | Escobar season                | 19 min | Julie Andem         | 18. november 2016 |
| 30             | 7             | Er du homo?                   | 23 min | Julie Andem         | 25. november 2016 |
| 31             | 8             | Mannen i mitt liv             | 30 min | Julie Andem         | 2. december 2016  |
| 32             | 9             | Det går over                  | 18 min | Julie Andem         | 9. december 2016  |
| 33             | 10            | Minutt for minutt             | 33 min | Julie Andem         | 16. december 2016 |

### Sæson 4
Sæsonens hovedperson er Sana Bakkoush. Sæson 4 består af 10 episoder, hvoraf Sanas historie primært udspiller sig i de første 9 episoder. Den sidste episode består af i alt 8 klip, hvor synsvinklen i de første 7 ligger hos én af bipersonerne, som ikke har haft sin egen sæson. I det ottende og afsluttende klip er der ikke nogen specifik synsvinkel.
| Afsnit (i alt) | Afsnit (sæs.) | Titel                          | Længde | Instruktør og manus | Dato           |
| -------------- | ------------- | ------------------------------ | ------ | ------------------- | -------------- |
| 34             | 1             | Du hater å henge med oss       | 25 min | Julie Andem         | 14. april 2017 |
| 35             | 2             | Jeg er gutt, jeg får ikke hatt | 18 min | Julie Andem         | 21. april 2017 |
| 36             | 3             | Hva mener du om drikking?      | 28 min | Julie Andem         | 28. april 2017 |
| 37             | 4             | Allah hadde digget deg         | 30 min | Julie Andem         | 5. maj 2017    |
| 38             | 5             | Hvis du er trist er jeg trist  | 27 min | Julie Andem         | 12. maj 2017   |
| 39             | 6             | Har du en dårlig dag?          | 30 min | Julie Andem         | 26. maj 2017   |
| 40             | 7             | Vi må stå sammen               | 36 min | Julie Andem         | 2. juni 2017   |
| 41             | 8             | De største loserne på skolen   | 36 min | Julie Andem         | 9. juni 2017   |
| 42             | 9             | Livet smiler                   | 48 min | Julie Andem         | 16. juni 2017  |
| 43             | 10            | Takk for alt                   | 59 min | Julie Andem         | 23. juni 2017  |

## Persongalleri
| Figur                  | Portrætteret af          | Fødselsdato        | Tidligere skole                              | Nuværende skole       | Instagram            | Facebook                          |
| ---------------------- | ------------------------ | ------------------ | -------------------------------------------- | --------------------- | -------------------- | --------------------------------- |
| Eva Kviig Mohn         | Lisa Teige               | 2. juni 1999       | Grefsen skole, Oslo                          | Hartvig Nissens skole | @evamohn2            | facebook.com/Eva.kviig.mohn       |
| Noora Amalie Sætre     | Josefine Frida Pettersen | 6. april 1999      | Torrejon High school, Madrid                 | Hartvig Nissens skole | @loglady99           | facebook.com/noora.saetre         |
| Isak Valtersen         | Tarjei Sandvik Moe       | 21. juni 1999      | Grefsen skole, Oslo                          | Hartvig Nissens skole | @isakyaki            | facebook.com/isak.valtersen       |
| Sana Bakkoush          | Iman Meskini             | 24. december 1999  | Uranienborg skole, Oslo                      | Hartvig Nissens skole | @therealsanabakkoush | facebook.com/sana.bakkoush        |
| Vilde Lien Hellerud    | Ulrikke Falch            | 13. juli 1999      | Ruseløkka skole, Oslo                        | Hartvig Nissens skole | @ellevillevillde     | facebook.com/vilde.hellerud       |
| Jonas Noah Vasquez     | Marlon Langeland         | 20. december 1999  | Grefsen skole, Oslo                          | Hartvig Nissens skole | @jonas9000           | facebook.com/jonasnoah.vasquez    |
| Chris(tina) Berg       | Ina Svenningdal          | 6. januar 1999     | Ruseløkka skole, Oslo                        | Hartvig Nissens skole | @stas_a_vaere_chris  | facebook.com/chris.berg.524       |
| Even Bech Næsheim      | Henrik Holm              | 12. februar 1997   | Bjølsen skole, Elvebakken, Oslo              | Hartvig Nissens skole |                      |                                   |
| Christoffer Schistad   | Herman Tømmeraas         | 21. marts 1997     | Riis Skole, Oslo Hartvig Nissens skole       |                       | @chrisschistad       | facebook.com/christoffer.schistad |
| William Magnusson      | Thomas Hayes             | 10. januar 1997    | Ruseløkka skole, Oslo, Hartvig Nissens skole | Bor i London          | @magnussonwilliam    | facebook.com/william.magnusson    |
| Eskild Tryggvasson     | Carl Martin Eggesbø      | 19. august 1995    |                                              | UiO                   | @eazy_eskild         |                                   |
| Linn Larsen Hansen     | Rakel Øfsti Nesje        | 1. januar 1996     |                                              |                       |                      |                                   |
| Magnus Fossbakken      | David Sjøholt            | 30. oktober 1999   | Nordpolen skole, Oslo                        | Hartvig Nissens skole | @reggismeggis        | facebook.com/magnus.fossbakken    |
| Mahdi Disi             | Sacha Kléber             | 19. januar 1999    | Jordal skole, Oslo                           | Hartvig Nissens skole | @mahahahadi          | facebook.com/mahdi.disi           |
| Emma W. Larzen         | Ruby Dagnall             | 19. december 2000  | Sofienberg Skole, Oslo                       | Hartvig Nissens skole |                      | facebook.com/emma.w.larzen        |
| Elias Bakkoush         | Simo Mohamed Elhbabi     | 5. marts 1997      | Elvebakken, Oslo                             |                       | @eliasfraoslo        |                                   |
| Yousef Acar            | Cengiz Al                | 21. september 1997 | Elvebakken, Oslo                             |                       | @yousefacar          | facebook.com/yousef.acar.35       |
| Mikael Øverlie Boukhal | Yousef Hjelde Elmofty    | 26. marts 1997     | Elvebakken, Oslo                             |                       |                      |                                   |
| Adam Malik             | Adam Ezzari              | 10. oktober 1997   | Elvebakken, Oslo                             |                       |                      |                                   |
| Mutasim Tatouti        | Mutasim Ahmed            | 3. november 1997   | Elvebakken, Oslo                             |                       |                      |                                   |

## Modtagelse

### Seertal
Sæson 1 af Skam havde i gennemsnit 154.000 seere per episode.
Sæson 2 havde i løbet af sæsonen fra 300.000 til op mod 1.200.000 ugentlige unikke besøgende på seriens officielle side. I gennemsnit havde hver episode 531.000 seere.
Sæson 3 startede ud med omkring 400.000 seere per fulde afsnit på NRK's hjemmeside I anden halvdel af sæsonen steg det tal til 850.000-1.100.000 seere. Gennemsnittet for sæsonen var 789.000 seere.
Sæson 4's allerførste klip blev på under 24 timer set af 300.000 på den officielle side. Af disse var henholdsvis 70% norske, 11% danske og 10% svenske.

### Andet
I sensommeren 2016 tog serien fat i danskerne efter at bl.a. Politiken og Eurowoman skrev artikler om serien. I løbet af sæson tre steg seriens popularitet stødt og flere internationale medier skrev artikler om serien. Desuden blev serien solgt til genindspilning i USA.  Senere modtog Skam Nordens Sprogpris, for dens måde at bruge det norske sprog, på en måde der appellerer til alle i Norden. 
Google afslørede danskernes engagement i serien, da de offentliggjorde at det 5. mest søgte ord på den danske Google i 2016 var "Skam".
Den internationale modtagelse har betydet at internationale fans har efterspurgt engelske undertekster, hvilket NRK har afvist pga. musikrettigheder. Dette har ført til at seerne selv oversætter afsnittene og uploader dem på bl.a. YouTube hvor mange ser med, hvorfor de egentlige seertal er højere. NRK har tidligere erklæret at uofficielle klip vil blive fjernet.

### Geoblokering
Den 13. januar 2017 måtte NRK indføre geoblokering på alle episoder af Skam, så det kun kunne ses af personer der opholdt sig i Norge. Dette skete efter pres fra pladeselskabernes brancheorganisation, der mente at den oprindelige aftale om musikrettigheder var blevet brudt. NRK meldte samtidig ud, at de var i gang med at forhandle en ny aftale på plads, så geoblokeringen kunne ophæves.
Den 23. januar 2017 gik Bertel Haarder ind i sagen, da han stillede nuværende Kulturminister Mette Bock et paragraf-20 spørgsmål, hvor han spurgte, hvad ministeren konkret ville gøre, for at danskerne igen har uhindret adgang til at se Skam på NRK. Begrundelsen for spørgsmålet var, at den gensidige nordiske sprogforståelse, som Skam har bidraget til, kræver at borgerne de skandinaviske lande imellem har uhindret adgang til de nordiske public service-kanaler.
Den 7. april 2017 blev det, sammen med traileren for sæson 4, offentliggjort at alle i Norden vil blive undtaget for geoblokeringen på Skams hjemmeside, så det var muligt at følge med fra dag til dag. De fulde episoder ville dog stadig være geoblokerede og skulle derfor ses hos den regionale public service-kanal. I Danmark var det DR, som sendte Skam hver søndag kl. 21, som var cirka to døgn efter den norske premiere. 